# الانتخابات التشريعية الإسرائيلية 2021
ستُجرى الانتخابات التشريعية في الدولة المزعومة "إسرائيل" لانتخاب أعضاء الكنيست الـ24 في 23 آذار / مارس 2021. وفقًا لاتفاقية الائتلاف الموقعة بين الليكود وأزرق أبيض في عام 2020، كان من المقرر إجراء الانتخابات بعد 36 شهرًا من أداء اليمين في الكنيست الـ35. الحكومة ، مما يجعل يوم 23 مايو 2023 آخر موعد انتخابي محتمل. ومع ذلك ، ينص القانون الإسرائيلي على أنه إذا لم يتم إقرار موازنة الدولة لعام 2020 بحلول 23 كانون الأول (ديسمبر) 2020، فسيتم حل الكنيست وإجراء الانتخابات بحلول 23 آذار (مارس) 2021.
في 2 كانون الأول (ديسمبر) 2020، أقر الكنيست القراءة الأولية لمشروع قانون حل الحكومة الحالية بأغلبية 61-54. في 21 ديسمبر 2020 ، فشل الكنيست في تمرير مشروع قانون لتجنب التفريق بأغلبية 47 صوتًا مقابل 49 صوتًا. منذ فشل الكنيست في الموافقة على ميزانية الدولة لعام 2020 بحلول الموعد النهائي المطلوب ، في منتصف ليل 23 ديسمبر 2020، انهار الائتلاف الحكومي، وتم حل الكنيست الـ23 رسميًا. وفقًا للقانون الذي ينص على وجوب إجراء الانتخابات في غضون 90 يومًا بعد حل الكنيست، تم تحديد موعد انتخابات الكنيست الـ24 تلقائيًا في 23 مارس 2021.